# Elkan Baggott
Elkan William Tio Baggott (Bangkok, 23 ottobre 2002) è un calciatore indonesiano, difensore del Blackpool, in prestito dall'Ipswich Town, e della nazionale indonesiana.

## Caratteristiche tecniche
È un difensore centrale.

## Biografia
Baggott è nato a Bangkok, in Thailandia, da madre indonesiana e padre inglese.

## Carriera

### Club
Arrivato all'Ipswich Town nel 2019 grazie a una borsa di studio di due anni, Baggott ha esordito per il club il 6 ottobre 2020, nell'incontro vinto per 2-0 contro il Gillingham in EFL Trophy. Il 28 gennaio 2021, Baggott ha firmato il suo primo contratto da professionista con l'Ipswich, che poco dopo decide di girarlo in prestito al King's Lynn Town in National League.

### Nazionale
Baggott ha militato nella nazionale indonesiana Under-19. Ha debuttato in nazionale maggiore il 16 novembre 2021, nell'amichevole persa per 1-0 contro l'Afghanistan. Segna la sua prima rete in nazionale il 19 dicembre dello stesso anno, nella vittoria per 4-1 contro la Malaysia nell'AFF Cup.
Nel giugno del 2022, viene convocato per gli incontri di qualificazione alla Coppa d'Asia 2023. L'8 giugno successivo viene schierato come titolare nella vittoria per 2-1 contro il Kuwait.
Nel 2023 partecipa alla Coppa d'Asia.